# Der Angriff

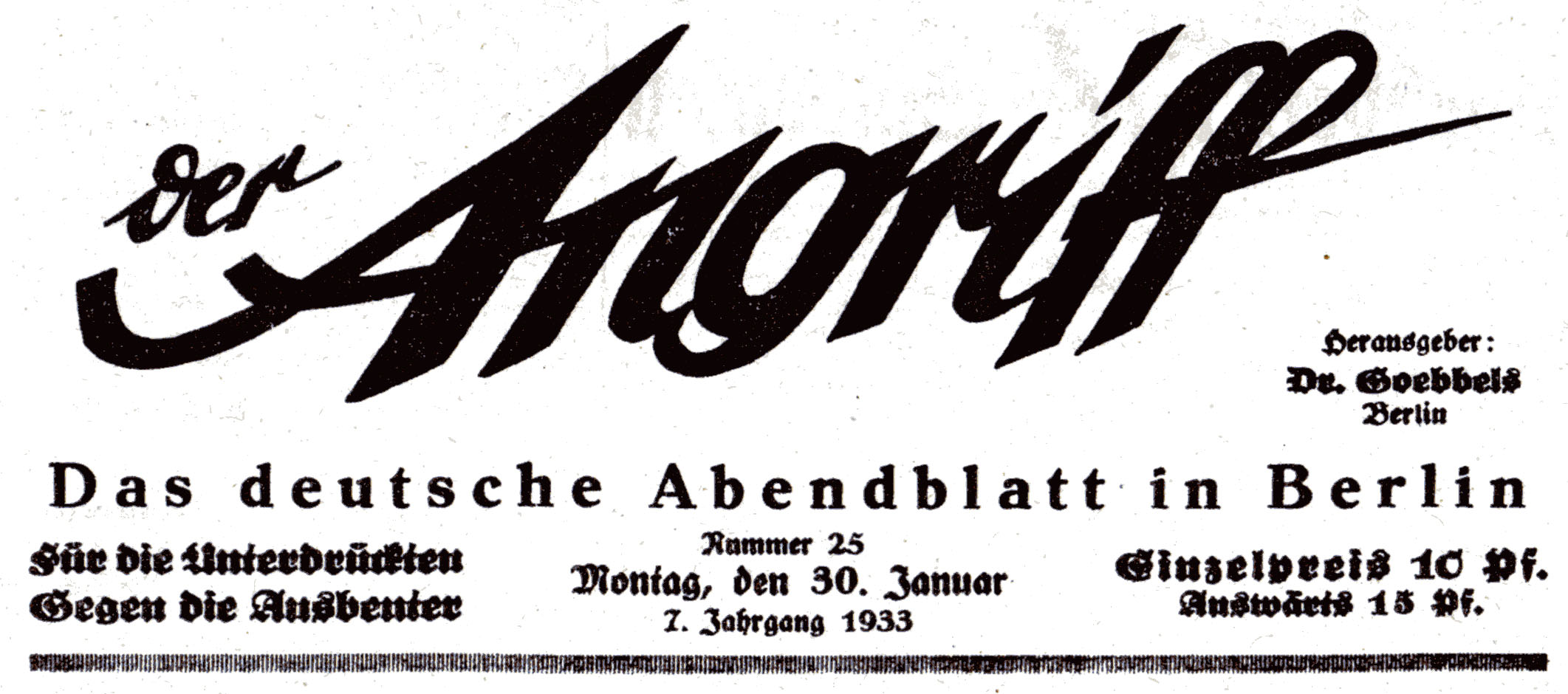
Cabeçalho do Der Angriff do dia 30 de janeiro de 1933 (Machtergreifung de Adolf Hitler)

Der Angriff (em português: O Ataque) foi um jornal de propaganda nazista criado por Joseph Goebbels no ano de 1927.
Era reservado para Goebbels a coluna do lado direito da página de frente para um pequeno artigo sensacionalista, onde sempre assinado Dr. G. Foi mais um panfleto polêmico do que um jornal e serviu principalmente como um meio de Goebbels se queixar. Nunca chegou a grande circulação do jornal principal do Partido, o Völkischer Beobachter, sendo a circulação deste diária em Munique, chegando em Berlim em menos de doze horas.